# Potentilla kurramensis
Potentilla kurramensis är en rosväxtart som beskrevs av Franz Theodor Wolf. Potentilla kurramensis ingår i Fingerörtssläktet som ingår i familjen rosväxter. Inga underarter finns listade i Catalogue of Life.